# Utricularia lateriflora
Utricularia lateriflora este o specie de plante carnivore din genul Utricularia, familia Lentibulariaceae, ordinul Lamiales, descrisă de Robert Brown. Conform Catalogue of Life specia Utricularia lateriflora nu are subspecii cunoscute.